# 849 Ara
849 Ara è un asteroide della fascia principale del diametro medio di circa 61,82 km. Scoperto nel 1912, presenta un'orbita caratterizzata da un semiasse maggiore pari a 3,1543190 UA e da un'eccentricità di 0,1955333, inclinata di 19,48550° rispetto all'eclittica.
Il suo nome l'acronimo di American Relief Administration, un programma statunitense di aiuti umanitari.